# Дитячі автомобільні перегони
«Дитячі автомобільні перегони» (англ. Kid Auto Races at Venice) — американський короткометражний художній фільм 1914 року, перша кінокомедія, в якій Чарлі Чаплін з'являється в образі бродяги.

## Сюжет
Знуджений нероба-бродяга (Чарлі Чаплін) приходить подивитися на перегони дитячих автомобілів. Там він стикається зі знімальною групою — режисером (Генрі Лерман) і оператором (Френк Д. Вільямс). Бродяга весь час прагне потрапити в кадр, його постійно відгонять, він виявляється на треку, що приводить до безліч смішних ситуацій.

## Актори
| Актор               | роль         |
| Чарлі Чаплін        | бродяга      |
| Генрі Лерман        | кінорежисер  |
| Френк Д. Вільямс    | кінооператор |
| Біллі Джейкобс      | хлопець      |
| Шарлотта Фріцпатрік | дівчинка     |
| Гордон Гріффіт      | хлопець      |
| Телма Солтер        | дівчинка     |

## Виробництво та прокат
Метраж — 572 фути. Оператор — Френк Делано Вільямс. Фільм вийшов на екрани у США 7 лютого 1914 року. Дистриб'ютор — Keystone Studios.
Це другий фільм студії Keystone Film Company за участю Чапліна.
За версією Авенаріуса знімальна група була направлена на дитячі перегони для зйомки імпровізації комедії на місці. Чаплін повинен був створити комічний образ, який він втілив в образі бродяги, який заважає зйомкам фільму, постійно потрапляючи у кадр. В цьому фільмі вперше була використана відома «Чаплінська хода». Робочий матеріал фільму не сподобався продюсеру через те, що він вважав рухи Чапліна надто повільними, через що зменшувався темп самого фільму, він очікував на провал. Але несподівано фільм став хітом та зібрав багато позитивних відгуків преси. Не розуміючи причин успіху, Сеннет вирішив дати Чапліну творчу волю дій. Це був перший серйозний успіх актора у Голлівуді.